# Ни о чём
«Ни о чём» — первый студийный альбом рэп-исполнителя Птаха. Релиз состоялся 29 октября 2009 года. Презентации альбома состоялись 27 ноября (в Москве) и 4 декабря (в Санкт-Петербурге).
В поддержку альбома было снято несколько видеоклипов: на песни «Монолог» (Ignat Beatz remix), «Я верю в Бога» (уч. RusKey), «Клён» (уч. Баста, Тато, Тати), «Луна» (уч. Slim («CENTR»), Витя АК, Стриж), «Старость» (уч. Принцип).

## История
Информация о подготовке дебютного сольного альбома Птахи была уже в 2007 году, ещё до выхода альбома «Качели». Запланированный ещё тогда «След пустоты» должен был выйти в 2007—2008 году.
Птаха, после того, как он покинул группу «Отверженные», записал несколько сольных песен («Мысли», «Геноцид», «Кошка», «Осень»), совместную с PG «Не поздно» и другие. После выхода дебютного музыкального альбома группы Centr появляется пиратский сборник песен Птахи, в который были включены представленные выше и неизданные на альбомах группы Centr песни, под тем же названием «След пустоты».
29 октября 2009 года, после временного распада группы Centr, выходит дебютная пластинка Птахи «Ни о чём», содержащая 19 песен, не считая бонуса.
Вскоре, 2 декабря того же года, на хип-хоп-портале Rap.ru было опубликовано интервью с Давидом, где в одном из ответов объясняется причина задержки релиза:
Сначала я хотел выпустить совсем другой альбом, называться он должен был «След пустоты». Но потом концепция поменялась — как-то ненавязчиво, сама по себе. Без усилий с моей стороны. Я думал сделать альбом более психоделическим. Но потом желание отпало. Высказался! Второй альбом таким уже не будет – сделаю его более рэперским, качёвым.Птаха

## Список композиций
| №   | Название                                                      | Текст песни                 | Музыка           | Длительность |
| --- | ------------------------------------------------------------- | --------------------------- | ---------------- | ------------ |
| 1.  | «Интро»                                                       | Птаха                       | Ahimas           | 1:37         |
| 2.  | «Те дни» (уч. «ТАНDEM Foundation»)                            | Птаха, Мафон, Slamo         | Miko             | 4:03         |
| 3.  | «Бессонница»                                                  | Птаха                       | Ignat Beatz      | 2:52         |
| 4.  | «Дорога домой»                                                | Птаха                       | Slim             | 2:42         |
| 5.  | «Не сто́ит» (скит от Слима)                                    | Slim, Птаха                 | Ahimas           | 9:07         |
| 6.  | «Луна» (уч. Slim, Витя АK, Стриж)                             | Птаха, Slim, Витя АК, Стриж | Slim             | 4:30         |
| 7.  | «Ни о чём» (уч. Крипл)                                        | Птаха, Крипл                | Slim             | 3:41         |
| 8.  | «Клён» (уч. Ноггано, Тато, Тати)                              | Птаха, Ноггано              | Ahimas           | 3:30         |
| 9.  | «Старость» (уч. Принцип)                                      | Птаха, Принцип              | Slim             | 4:16         |
| 10. | «Молчание» (уч. 5Плюх)                                        | Птаха, 5Плюх                | Slim             | 3:05         |
| 11. | «Тетрис» (уч. Бледный («25/17»))                              | Птаха, Бледный              | Slim             | 3:24         |
| 12. | «Я верю» (уч. RusKey)                                         | Птаха, RusKey               | Miko             | 2:57         |
| 13. | «Лучший фит» (уч. Ника, П. Ё. С.)                             | Птаха, Raphael, П. Ё. С.    | Ahimas           | 3:00         |
| 14. | «Звёзды с небес» (уч. Дино («Триада»), Саграда («Соль Земли») | Птаха, Дино, Саграда        | PTF, Ignat Beatz | 4:02         |
| 15. | «Это не больно» (уч. 5Плюх)                                   | Птаха, 5Плюх                | Miko             | 3:49         |
| 16. | «ЦАО звук» (скит от Пианино)                                  | Птаха, Ignat Beatz          | Ahimas           | 3:04         |
| 17. | «По району» (уч. Texx, Sidr)                                  | Texx, Птаха, Sidr           | Ahimas, Sidr     | 3:38         |
| 18. | «Пусть говорят» (уч. КРП aka Купэ)                            | Птаха, Купэ                 | Slim             | 3:25         |
| 19. | «Эпилог»                                                      | Птаха                       | Ahimas           | 2:00         |

| №   | Название                             | Текст песни | Музыка      | Длительность |
| --- | ------------------------------------ | ----------- | ----------- | ------------ |
| 20. | «Монолог» (Ignat Beatz remix)        | Птаха       | Ignat Beatz | 2:58         |
| 21. | «Те дни» (уч. Guf)                   | Птаха, Guf  | Miko        | 4:24         |
| 22. | «Приоритеты» (уч. Шарп («True Star») | Шарп, Птаха | Шарп        | 3:31         |

## Принимали участие
| - «TAHDEM Foundation» - Мафон - Slamo - Slim - Витя АK - Стриж - Крипл - Ноггано - Тати - Тато - Принцип - Бледный («25/17») | - 5Плюх - Ника - Пёс - Дино («Триада») - Саграда («Соль Земли») - Ignat Beatz aka Пианино - Техх - Sidr - КРП aka Купэ - Шарп («True Star») - Guf |

## Участники записи
| - Слова: Птаха (1-19, 20-22), Мафон (2), Slamo (2), Slim (5-6), Витя АК (6), Стриж (6), Крипл (7), Ноггано (8), Принцип (9), 5 Плюх (10, 15), RusKey (12), | - Слова (продолжение): Raphael (13), Пёс (13), Дино (14), Саграда (14), Ignat Beatz (16), Texx (17), Sidr (17), Купэ (18), Guf (21), Шарп (22) | - Музыка: Ahimas (1, 5, 8, 13, 16, 17, 19), Miko (2, 12, 15, 21), Ignat Beatz (3, 14, 20), Slim (4, 6, 7, 9-11, 18), PTF (14), Sidr (17), Шарп (22), бэк-вокал: Тати (13), Sidr (19), скретчи: DJ Shved (2, 20, 21), сведение: Ignat Beatz |